# Андреев, Николай Андреевич
Никола́й Андре́евич Андре́ев (14 [26] октября 1873, Москва — 24 декабря 1932, там же) — русский и советский скульптор-монументалист, представитель московского академизма, в своём творчестве отдавший дань основным художественным течениям последних дореволюционных и первых советских десятилетий, график-портретист. Создатель (наряду с архитектором Фёдором Шехтелем) памятника Николаю Гоголю на Никитском бульваре в Москве, один из зачинателей изобразительной ленинианы. Член Товарищества передвижников (с 1904). Заслуженный деятель искусств РСФСР (1931).

## Биография
Родился в семье плотника.
В 1885—1891 годах учился в Строгановском художественно-промышленном училище; затем — в 1892—1901 годах — в Московском училище живописи, ваяния и зодчества (под руководством Сергея Волнухина; испытал сильное формальное влияние Паоло Трубецкого).
В 1904 году — вступил в Товарищество передвижников. С 1913 года стал работать как театральный художник.
Скончался 24 декабря 1932 года. Похоронен на Новодевичьем кладбище (участок № 2, ряд 14, место 22).

## Творчество
Ранним произведениям Н. А. Андреева, в основном — жанровой, социальной тематики, свойственны традиционные академические приёмы с элементами получившей уже большое распространение в русской скульптуре раскованной импрессионистской манеры, живописной пластической модуляции. В дальнейшем художник обращается к неоклассической стилизации, тяготеет к модерну, модной «дионисийской» направленности (эротизм, образы вакханок и т. п.). Характерным произведением, отмеченным печатью драматизма кризисной, предреволюционной и предвоенной эпохи, является памятник Н. В. Гоголю (бронза, гранит, 1904—1909), рельеф, опоясывающий пьедестал, и повторяющий приём, использованный скульптором П. К. Клодтом в памятнике И. А. Крылову в Летнем саду, составляют гротесковые фигурки гоголевских героев, контрастирующих с трагизмом фигуры писателя, «углубленного в мир своих мистических видений». В это же время скульптор создал памятники доктору Ф. П. Гаазу (1909).
После 1917 года скульптор активно сотрудничал с советской властью, участвовал в реализации плана монументальной пропаганды. В пределах этой программы им созданы памятники А. И. Герцену и Н. П. Огареву (1918—1922). В начале 1920-х Н. А. Андреевым создано с натуры огромное число портретов Ленина, вошедших в его знаменитую «лениниану» (около 100 скульптурных и 200 графических портретов). Подавляющее большинство этих работ носит парадно-официальный характер (1930—1932; Исторический музей), один из портретов этой серии был включён в оформление партийного билета ВКПб. Фигура «Ленин-вождь» (1931—1932, завершил и перевёл в мрамор — брат скульптора, В. А. Андреев). Н. А. Андреевым создано с натуры также огромное число портретов политических деятелей, советских идеологов, деятелей культуры и науки, в том числе — делегатов конгресса Коминтерна (А. В. Луначарского, И. В. Сталина, М. Горького, К. С. Станиславского, М. А. Чехова, Ф. И. Шаляпина, Н. К. Кольцова и многих других; 1921—1922, Третьяковская галерея).
Как театральный художник Андреев проявил себя как типичный представитель соцакадемизма; им выполнены эскизы декораций спектаклей Московского художественного театра («Каин» Дж. Байрона, 1920; «Ревизор» Н. В. Гоголя, 1921; и др.).

## Основные работы
Памятники в Москве
- 1909 — памятник Николаю Гоголю, Никитский бульвар (архитектор постамента — Фёдор Шехтель)
- 1909 — памятник доктору Фёдору Гаазу, Малый Казённый переулок
- 1922 — памятники Герцену и Огарёву, Моховая улица
- 1925 — скульптура «Рабочий», Пролетарская площадь
- 1926—1929 — памятник Александру Островскому, Театральная площадь, у здания Малого театра (архитектор — Ф. О. Шехтель[5][6])Марка СССР: Портрет Ленина (по рисунку Н. Андреева). Серия: К 100-летию со дня рождения Владимира Ильича Ленина (1870-1924). Ленин в искусстве

Графика
- 1920—1922 — Серия графических портретов деятелей культуры, науки и политики, в том числе — А. В. Луначарского, И. В. Сталина, М. Горького, К. С. Станиславского, М. А. Чехова, Ф. И. Шаляпина, Н. К. Кольцова и многих других (Третьяковская галерея). Также Андреев является создателем графических образов Ульянова (Ленина), один из которых был размещён на партийном билете КПСС и стал каноническим.

Другие работы
В 1923 году Николай Андреев принимал участие в оформлении Всероссийской сельскохозяйственной и кустарно-промышленной выставки.

## Адреса
В 1900—1932 годах скульптор жил в Москве, в доме № 27, стр. 3 по Большому Афанасьевскому переулку.